# Pont az a dal
A Pont az a dal (eredeti cím: The High Note) 2020-as amerikai vígjáték–dráma film, amelyet Nisha Ganatra rendezett.
A forgatókönyvet Amie Doherty írta. A producerei Tim Bevan és Eric Fellner. A főszerepekben Dakota Johnson, Tracee Ellis Ross, Kelvin Harrison Jr., Zoë Chao, Bill Pullman, Eddie Izzard és Ice Cube láthatók. A film zeneszerzője Amie Doherty. A film gyártója a Working Title Films és a Perfect World Pictures, forgalmazója a Focus Features.
Amerikában 2020. május 29-én mutatták be néhány moziban, illetve VoDon. Magyarországon 2020. július 30-án mutatják be a mozikban.

## Szereplők
| Szereplő | Színész             | Magyar hang         |
| --- | ------------------- | ------------------- |
| Maggie Sherwoode | Dakota Johnson      | Földes Eszter       |
| Grace Davis | Tracee Ellis Ross   | Bertalan Ágnes      |
| David Cliff | Kelvin Harrison Jr. | Ember Márk          |
| Katie | Zoë Chao            | Ligeti Kovács Judit |
| Jack Robertson | Ice Cube            | Szabó Győző         |
| Gail | June Diane Raphael  | Orosz Anna          |
| Spencer Cliff | Deniz Akdeniz       | Fehér Tibor         |
| Max | Bill Pullman        | Rátóti Zoltán       |
| Dan Deakins | Eddie Izzard        | Rába Roland         |
| Richie Williams | Diplo               | Mészáros Béla       |
| Seth | Eugene Cordero      | Kossuth Gábor       |
| Alec | Marc Evan Jackson   | Pál Tamás           |
| Theresa | Uttera Singh        | Csifó Dorina        |
| Tacoárus | David A. Garcia     | Kapácsy Miklós      |
| Bennett | Ross Partridge      | Pavletits Béla      |
| Ryan | Jeffery Self        | Jakab Márk          |
| Josh | Rupak Ginn          | Gacsal Ádám         |
| További magyar hangok |                     |                     |
| Bergendi Áron, Czifra Krisztina, Fehérváry Márton, Hagen Péter, Hám Bertalan, Kereki Anna, Kurely László, Laudon Andrea, Lipcsey-Colini Borbála, Lovas Dániel, Mohácsi Nóra, Németh Attila, Varga Lili |                     |                     |

## Gyártás
A forgatás 2019 májusában kezdődött Los Angeles környékén. 2020 februárjában a film új címe a The High Note lett.

## Filmzene
A Pont az a dal filmzenéje 2020. május 29-én jelent meg a Republic Recordsnál. Ross "Love Myself" című kislemeze május 15-én jelent meg.

## Bemutatás
A Pont az a dal néhány moziban és a VoDon mutatták be 2020. május 29-én. Korábban a tervek szerint 2020. május 8-án jelent volna meg, de a koronavírus-járvány miatt elhalasztották.